# Кухиња (ТВ серија)
Кухиња (рус. Кухня) руска је телевизијска серија емитована од 22. октобра 2012. до 31. марта 2016. године на мрежи СТС. Радња ове серије одиграва се у Москви, руском ресторану француске кухиње Клод Моне, а касније у ресторану „Виктор” који је у склопу хотела „Елeон”. Серија говори о разним комичним и драматичним тренуцима кроз које пролазе кувари и остало особље овог ресторана.
Ово је најскупљи ситком у историји руске кинематографије и у Европи. Цена једне епизоде била је 200 хиљада долара. Укупно је потрошено 8 милиона долара на првих 40 епизода.
Главну улогу тумачи Марк Богатарјев то јест у серији Максим Леонидович Лавров.
Током 2016. и 2017. године серија се емитовала на Првој српској телевизији и емитовање је прекинуто после приказаних 98 епизода. Године 2017. се емитовала на телевизији Прва плус, али је емитовање такође прекинуто после 98 епизода. У јесен исте године серија је поново кренула са емитовањем на телевизији Прва где су овај пут приказане све епизоде ове серије.

## Синопсис
Максим „Макс” Ловров хоће да постане велики кувар. Али сазнаје да кухиња није место за лаку каријеру. А у ресторану „Клод Моне” овај посао изгледа још теже и много компликованије од кувања.

## Ликови
- Марк Богатарјев као Максим „Макс” Леонидович Лавров, младић из места Вороњеж недалеко од Москве. За време свог боравка у војсци се показао као прави таленат за кување, па му је Дмитриј Нагијев дао визит карту, уз позив да дође и прикључи се његовом ресторану „Клод Моне” у Москви. По свом доласку у Москву у једном бару упознаје Викторију, са којом проводи ноћ, а касније открива да је она менаџерка ресторана у ком он почиње да ради као кувар. У почетку се тешко уклапа, али временом иде на боље. Најбољи друг му је Костја.
- Јелена Поткаминска као Викторија „Вика” Сергејевна, менаџерка ресторана „Клод Моне” и Максова девојка, касније жена и мајка његовог детета. Њена сестра је бивша жена шефа кухиње. Била је у вези са Максом, имала је кратку аферу са Димом Нагијевим, затим још споредних веза, и опет везу и брак са Максом - па и дете.
- Дмитриј Назаров као Виктор Петрович Баринов, шеф кухиње „Клод Монеа”. Обожава да своје куваре назива инвалидима. Прва жена му се звала Елеонора Андрејевна (а тако се зове и пас луталица ког хране) и са њом има ћерку Екатерину. Друга жена му је била рођена сестра Викторије Сергејевне — Тања. Са њом има малену ћерку Алису. Заљубио се у Јелену Павловну, шефицу кухиње суседног ресторана „Аркобалено”. На крају је запроси и она пристане. Ватрени је навијач московског „Спартака” и често његово расположење зависи од игре тог клуба. Воли да пијанчи. Након што га је Дима отпустио купио је ресторан у склопу хотела „Елеон” и назвао га „Виктор” где је запослио све своје претходне раднике.
- Виктор Хорињак као Константин „Костја” Константинович, бармен ресторана и Максов најбољи пријатељ. Дошао је у Москву из Краснојарска. Иако је прилично леп, нема среће са девојкама. Али се почиње забављати и живети са конобарицом Настјом. Касније се и венчају и добијају сина Степана.
- Олга Кузмина као Анастасија „Настја” Анисимова, ниска и риђа конобарица у ресторану. Костјина жена и Максова добра другарица. Вегетаријанка, заштитница права животиња, често пере одећу бескућника са Костјином и Максовом, што њих двојицу љути. Врло наивна и романтична, са оцем се посвађала јер он има фабрику кобасица.
- Сергеј Епишев као Лав „Љова” Семијонович, заменик шефа, Витјин добар друг. Живи са мамом. Био је заљубљен у шефову ћерку Катју, па касније у вези са Гулнаром, Ајнурином рођако. Има проблема са муцањем.
- Сергеј Лавгин као Арсеније „Сења” Андрејевич, кувар, стручњак за спремање меса. Воли да краде производе из кухиње, тако што их прошверцује у кецељи или капи. Има жену Марину. Феђин најбољи друг.
- Михаил Тарабукин као Фјодор „Феђа” Михаилович, кувар и мајстор за рибу. Сењин најбољи друг. Држављанин Молдавије, лагао је до да је био морнар. Са Сењом прави смицалице по кухињи, поготово новим куварима.
- Никита Тарасов као Луи Бенуа, мајстор за десерте, Француз. Не крије то да је хомосексуалац.
- Жанил Асанбекова као Ајнура Жанатбекова Кененсарова, чистачица из Бишкека, Киргистан. Била је заљубљена у Германа, шефа кухиње од 63—78 епизоде.
- Марина Моливгескај као Јелена Павловна, шеф кухиње ресторана „Аркобалено” и Витјина вереница, касније и жена. Рођена у Москви, дуго је радила у Индији. Има сина Василија из првог брака.
- Валерија Феодорович као Екатерина „Катја” Викторовна Семјонова, ћерка Витје и Елеоноре Андрејевне. Напустила је академију кулинарства у Паризу и ради код оца у ресторану. Спрема молекуларну кухињу коју њен отац презире. Витја је био против тога да Катја, као жена, почне да ради у кухињи, али Дима Нагијев ју је запослио. Била је у вези са Никитом, на крају остаје са Денисом и чека његово дете.
- Михаил Башкатов као Денис „Ден” Андрејевич Крилов, Максов друг из Вороњежа, свира клавир. Навија за Спартак. У вези је са Катјом. Наиван је и добар, жртва Феђиних и Сењиних смицалица.
- Игор Верник као Герман Михаилович, привремени шеф „Клод Монеа” и Витјин непријатељ. Пије пилуле против агресивности. Веома је насилан без њих, а то су они искористили како би вратили Витју на посао. Дима га није примио назад. Био је судија у такмичењу за новог шефа кухиње.
- [[Јелена Ксенофонтова] као Елеонора Андрејевна, прва Витјина жена и власница хотела „Елеон” као и Катјина мајка. Имала је аферу са Денисом, због тога су он и Катја раскинули. Сликарка је. Била је удата за Нагијева.
- Григориј Сијатвинда као Михаил Џекович, управник хотела „Елеон” и ватрени навијач московског ЦСКА фудбалског клуба. Витјин стални противник у шаху. Тајно је заљубљен у Елеонору.
- Феруза Рузиева као Гуљнара Гуља, Ајнурина рођака из Бишкека, Љовина девојка. Ради као чистачица са Ајнуром.
- Дмитриј „Дима” Владимирович Нагијев као он, звезда шоу бизниса и власник ресторана „Клод Моне”. Витјин добар друг. Био је у вези са Кристином (касније и у браку, али се развео) коју је звао „силиконска долина”, Виком, Оксаном... Отпустио је Витју након што је он пијан изјавио да је Дима „ћелавац” и да не уме да глуми. Организовао је шоу „Шеф кухиње” где је у финалу уместо Витје изабрао Оксану Смирнову. Био је и у браку са Елеонором.
- Марија Горбан као Кристина Семјонова Алексина, бивша власница „Клод Монеа” и Димина бивша жена. Била је хостеса ресторана давно. Узела је све Димине паре и отишла из Русије.
- Константин Чепурин као Родион Сергејевич, бескућник који живи у контејнеру иза „Клод Монеа”. Рођен 22. октобра 1967. године. Редовно га храни особље. Касније сазнаје да је он богаташ и да је имао несрећу и добио амнезију. Касније помаже Дими да купи ресторан.
- Ељберд Агаев као Тимур Давидович, достављач намирница ресторану.
- Елена Чернавскаја као Ангелина Јарославовна Смирнова, хостеса ресторана „Клод Моне”. Долази из Јекатеринбурга.
- Екатерина Кузнецова као Александра "Саша" Павловна, била је конобарица у ресторану. Бивша Максова и Илијина девојка. Упропастила је Максову и Викину везу у четвртој сезони.
- Андреј Бурковски као Илија Владимирович, био је конобар у ресторану. Сашин бивши дечко. Вратио се у Москву из Новосибирска и почео да ради поново. Покушао је да раздвоји Сашу и Макса, а отпуштен је у 44. епизоди.
- Ирина Темичева као Ева, конобарица „Клод Монеа”. Спавала је са Виктором Петровичем и слагала га је да је трудна, да би јој он купио стан и ауто.
- Филип Бледниј као Никита Дјагиљев, био је конобар, па затим уметнички директор хотела. Син је милијардера и главног конкурента Елеоноре Андрејевне — Андреја Дјагиљева. Почео је да ради у Елеону јер је хтео да докаже оцу да је независан од њега. Елеонора га је видела као праву прилику за Катју, у коју се он заљубио, а требало је и да се венчају, али га је Катја преварила са Денисом на дан када ју је запросио Никита.
- Алексеј Коглан као Николај Андрејевич, власник ресторана „Аркобалено”.
- Јулија Такшина као Татјана Сергејевна, Викина сестра, Алисина мајка и бивша Витјина жена.
- Алиса Панченко као Алиса Баринова, Тањина и Витјина ћерка, Викина нећака и Катјина полусестра.
- Људмила Максакова као Вера Ивановна Соловјева, Љовина мама. Брани му да једе чипс.
- Александар Иљин као Степан Андрејевич, Настјин отац, власник фабрике кобасица.
- Татјана Филатова као Галина Фомина, Настјина мама.
- Даниел Мирончук као Степан Константинович Анисимов, Костјин и Настјин син.
- Ана Бегунова као Марина Чугањина, Сењина жена.
- Даниел Расомахин и Павел Расомахин као Јарослав и Павел, близанци који раде као портири у хотелу „Елион”.
- Рина Гришина као Светлана Алексејева Света, ради на рецепцији у хотелу. Била је Денисова девојка.

## Филмски и телевизијски наставци
Због изузетне популарности су снимљени и наставци, два филма, Кухиња у Паризу и Кухиња-последња битка, као и серије Хотел Елеон, Хотел Гранд, Сења и Феђа. Снимљен jе jош jедан филм, индиректан наставак серије Кухиња, односно ситкома Хотел Елеон у руско-српској копродукцији, под именом Хотел Београд. Паралелно са филмом снимљена jе и ТВ серија Хотел Београд од 3 епизоде.
Такође, у децембру 2019. године на мрежи СТС започело jе емитовање нове телевизијске серије Кухиња: Рат за хотел.
ТВ серије:
- Хотел Елеон (2016-2017) - наставак Кухиње.
- Хотел Гранд (2018-2021) - наставак серије Хотел Елеон.
- Сења и Феђа (2018-2022) - наставак ТВ серија Кухиња и Хотел Елеон.
- Кухиња: Рат за хотел (2019-2020) - наставак ТВ серија Кухиња и Хотел Елеон.

Филмови:
- Кухиња у Паризу (2014) - наставак треће сезоне серије Кухиња.
- Кухиња-последња битка (2017) - наставак шесте сезоне серије Кухиња.
- Хотел Београд (2020) - наставак серије Хотел Елеон (такође заснован на серијама Кухиња и Хотел Гранд).

## Епизоде
| Сезона | Сезона | Епизоде | Премијерно приказивање (Русија) | Премијерно приказивање (Русија) | Премијерно приказивање (Србија) | Премијерно приказивање (Србија) |
| Сезона | Сезона | Епизоде | Прва епизода                    | Последња епизода                | Прва епизода                    | Последња епизода                |
| ------ | ------ | ------- | ------------------------------- | ------------------------------- | ------------------------------- | ------------------------------- |
|        | 1      | 20      | 22. октобар 2012.               | 22. новембар 2012.              | 22. август 2016                 | 16. септембар 2016.             |
|        | 2      | 20      | 25. март 2013.                  | 23. април 2013.                 | 20. септембар 2016              | 19. октобар 2016                |
|        | 3      | 20      | 3. март 2014.                   | 3. април 2014.                  | 24. октобар 2016                | 5. децембар 2016                |
|        | 4      | 20      | 13. октобар 2014.               | 19. новембар 2014.              | 6. децембар 2016                | 21. децембар 2016               |
|        | 5      | 20      | 7. септембар 2015.              | 7. октобар 2015.                | 22. децембар 2016               | 9. јануар 2017                  |
|        | 6      | 20      | 29. фебруар 2016.               | 31. март 2016.                  | 19. септембар 2017              | 17. октобар 2017                |

## Награде
Серија је (5. сезона) победила у категорији најбоље комедије за 2015. годину.